# Torrefarrera
Torrefarrera är en ort i Spanien.   Den ligger i provinsen Província de Lleida och regionen Katalonien, i den östra delen av landet, 400 km öster om huvudstaden Madrid. Torrefarrera ligger 218 meter över havet och antalet invånare är 2 270.
Terrängen runt Torrefarrera är lite kuperad. Runt Torrefarrera är det tätbefolkat, med 476 invånare per kvadratkilometer. Närmaste större samhälle är Lleida, 6,4 km söder om Torrefarrera. Trakten runt Torrefarrera består till största delen av jordbruksmark.